# Bataille de Puruarán
Guerre d'indépendance du Mexique
La Bataille de Puruarán est une action militaire de la guerre d'indépendance du Mexique qui eut lieu le 5 janvier 1814 dans la localité de Puruarán (es), Michoacán. Les insurgés commandés par le général Mariano Matamoros furent défaits par les forces royalistes dirigées par Agustín de Iturbide; la bataille dura environ une heure.

## Bataille
Après le triomphe des royalistes, Mariano Matamoros qui était le bras droit de José María Morelos et qui tentait de fuir le champ de bataille, fut appréhendé par un cadet royaliste (Eusebio Rodríguez). Vingt-trois canons et un millier de fusils furent saisis par les royalistes.
Le gouvernement espagnol refusa l'échange de prisonniers que proposait Morelos afin de sauver la vie du général Matamoros (« Le général Matamoros en échange de la vie de 200 prisonniers royalistes capturés en différents opérations militaires ») et ordonna l'exécution de Matamoros le 3 février 1814.
À la mort du général insurgé, Morelos ordonna l'exécution des prisonniers espagnols.